# إسينشل برودكتز
إسينشل برودكتز (و يتم تسويقها باسم إسينشل) هي شركة تكنولوجيا أمريكية تأسست في التاسع من تشرين الثاني/نوفمبر لعام 2015 بواسطة أندرو روبين وهو أحد مؤسسي نظام أندرويد ومقرها في بالو ألتو. طورت الشركة منتجات مثل إسينشل فون وإسينشل هوم. أغلقت الشركة في 12 فبراير 2020.

## تاريخ
تأسست الشركة في بالو ألتو في 9 نوفمبر 2015، من قبل المؤسس المشارك لـ أندرو روبن، بتمويل من Playground Global . في ديسمبر 2016، ورد أن بريان والاس، الذي ترك وظيفته كرئيس للتسويق لشركة ماجيك ليب قبل شهر، كان يعمل مع روبن. كما تم إيداع العلامات التجارية التي تحمل الاسم التجاري "Essential" في مكتب براءات الاختراع والعلامات التجارية بالولايات المتحدة في نفس الشهر.
في يناير 2017، أفيد أن الشركة الجديدة كانت تخطط للكشف عن هاتف ذكي بشكل غير رسمي. في شهر مارس أصدر روبن صورة تثير غضب الهاتف الذكي غير المعلن عنه على حسابه على تويتر. في 25 مايو، قامت الشركة بإثارة صورة ثانية للهاتف الذكي على حسابها على تويتر. في 30 مايو، أعلنت الشركة عن الهاتف الذكي، الذي أطلق عليه اسم إسينشل فون، ومكبر الصوت الذكي Essential Home.
في أغسطس 2017، أفيد أن أمازون وتينسنت وفوكسكون قد استثمروا في إسينشل برودكتس.
في أغسطس 2017، تم تقييم الشركة على أنها من الشركات أحادية القرن.
في 25 مايو 2018، ألغت الشركة الرائد التالي وأفيد أنها معروضة للبيع.
في ديسمبر 2018، استحوذت إسينشل على CloudMagic، مالك تطبيق البريد الإلكتروني للهاتف المحمول نيوتن.
في أكتوبر 2019، طرحت إسينشل بديلًا قادمًا لـ PH-1 يسمى Gem. سيكون لهذا الجهاز عامل شكل أكثر رشاقة من سابقه، وسيعتمد في الغالب على التحكم الصوتي، وسيستخدم الذكاء الاصطناعي المتقدم لمعالجة مدخلات التحكم الصوتي.
ولكن المنتج الجديد لم يصل إلى السوق أبدًا، اعتبارًا من 12 فبراير 2020، أعلنت الشركة أنها أوقفت عملياتها بسبب «عدم وجود طريقة واضحة لتسليم المنتج GEM إلى العملاء».
في 17 فبراير 2021، تم شراء العلامة التجارية من قبل Carl Pei's Nothing Start Up.